# Ranuccio II. Farnese
Ranuccio II. Farnese (17. září 1630, Parma – 11. prosince 1694, Parma) byl šestý vévoda z Parmy a Piacenzy od roku 1646 až do své smrti téměř o 50 let později, a vévoda z Castra od roku 1646 do roku 1649.

## Životopis
Ranuccio II. Farnese byl nejstarším synem Odoarda I. Farnese, pátého vévody z Parmy, a jeho toskánské manželky Markéty Medicejské. Po náhlé smrti svého otce Odoarda I. Farnese v roce 1646 zdědil Ranuccio vévodský titul. Jelikož byl nezletilý, první dva roky za něho jako regent vládl jeho strýc kardinál Francesco Maria Farnese, syn Ranuccia I. Farnese a jeho matka Markéta Medicejská.
Ranuccio patřil do rodu Farnese. Vévodský titul spolu s lénem rodině udělil papež Pavel III., vlastním jménem Alessandro Farnese, který titul a vlastnictví území potvrdil pro svého nemanželského Piera Luigi Farnese. od té doby rodina Farnese vládla v Parmě a Piacenze. Pier Luigi Farnese byl také vévodou z Castra, titul, který mu udělil jeho otec poté, co vévodství vytvořil z území, které zabral po smrti Ranuccia I. Farnese, mladšího bratra Piera Luigiho.

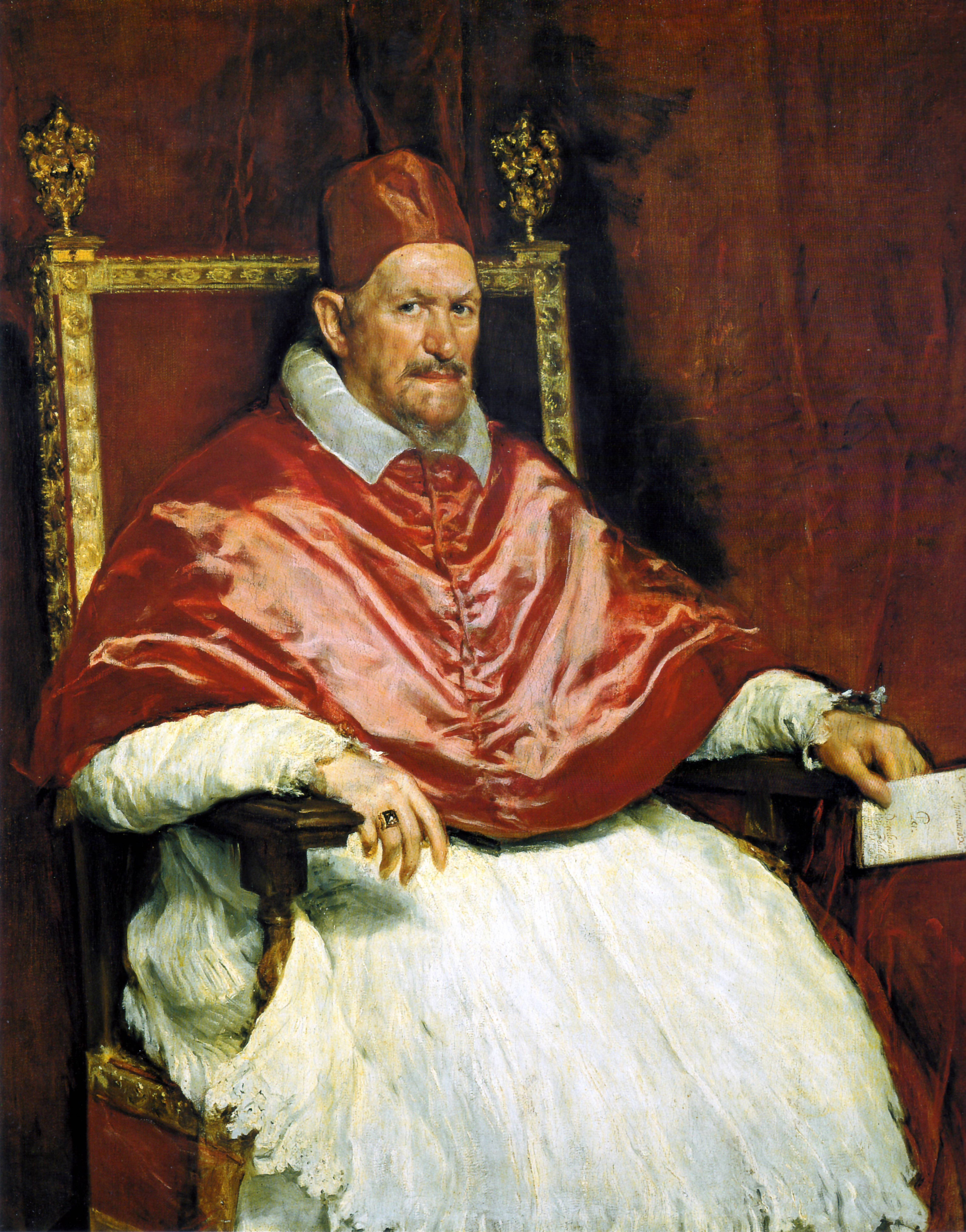
Papež Inocenc X., který město Castro vyplenil a nechal srovnat se zemí, malíř Diego Velázquez

## Konflikt s papežem
Za vlády Odoarda I. Farnese bylo upadající vévodství zapleteno do válek o Castro. Castro bylo rodině Farnese uděleno jako léno. Protože Castro leželo na území papežského státu severně od Říma, vrchním vlastníkem byl tedy papež. Papežem byl tehdy Urban VIII. z rodiny Barberini. a velmi toužil po opětném získání Castra. Záminku našel, když se Odoardo dostal do finančních potíží a nebyl schopen své dluhy splácet. Urban III. vyslechl stížnosti věřitelů, kteří marně čekali na své peníze a rozhodl se jim pomoci. Nechal Castro obsadit papežským vojskem. První válka o Castro však skončila papežskou porážkou.
Ranuccio II. Farnese odmítl splácet dluhy, které vznikly jeho otci, přestože jeho otec podepsal mírovou smlouvu ve které se zavázal vrátit Castro papežskému státu. Odmítl také uznat nového biskupa Castra, kterého jmenoval Urbanův nástupce Inocenc X. V roce 1649 byl na cestě do Castra nový biskup kardinál Cristoforo Giarda zavražděn. Papež neprávem obvinil z vraždy Ranuccia a jako odplatu papežské vojsko Castro obklíčilo a poté srovnalo se zemí. V srpnu téhož roku byly parmské jednotky rozdrceny nedaleko Bologny a Ranuccio zůstal bez možnosti získat zpět své léno navzdory pokusům o jeho odkoupení.
V roce 1672 odkoupil Ranuccio oblast Bardi a Compiano od Gianandrea Dorii Landi, čímž dal vévodství konečnou podobu. V posledních dnech jeho vlády vévodství těžce trpělo přítomností císařských vojsk, která bojovala ve sporu mezi savojským vévodou Viktorem Amadeem II. a Francií.